# Wrong Creatures
Albums de Black Rebel Motorcycle Club
Specter at the Feast
(2013)
Singles
1. Little Thing Gone Wild
Sortie : 12 septembre 2017
2. Haunt
Sortie : 23 octobre 2017
3. Question of Faith
Sortie : 6 novembre 2017
4. King of Bones
Sortie : 19 novembre 2017

Wrong Creatures est le huitième album studio du groupe américain de rock alternatif Black Rebel Motorcycle Club publié le 12 janvier 2018 sur le label Vagrant Records.

## Liste des chansons
Toutes les chansons sont écrites et composées par Black Rebel Motorcycle Club.
| No  | Titre                  | Durée |
| --- | ---------------------- | ----- |
| 1.  | DFF                    | 1:54  |
| 2.  | Spook                  | 3:45  |
| 3.  | King of Bones          | 3:56  |
| 4.  | Haunt                  | 5:50  |
| 5.  | Echo                   | 5:13  |
| 6.  | Ninth Configuration    | 6:52  |
| 7.  | Question of Faith      | 5:19  |
| 8.  | Calling Them All Away  | 6:45  |
| 9.  | Little Thing Gone Wild | 3:18  |
| 10. | Circus Bazooko         | 5:42  |
| 11. | Carried from the Start | 4:50  |
| 12. | All Rise               | 5:40  |